# Francisco Javier Sánchez Jara
 (septembre 2014).
Si vous disposez d'ouvrages ou d'articles de référence ou si vous connaissez des sites web de qualité traitant du thème abordé ici, merci de compléter l'article en donnant les références utiles à sa vérifiabilité et en les liant à la section « Notes et références ».
Francisco Javier Sánchez Jara, né le 16 septembre 1969 à Almacelles (province de Lérida, Espagne), est un footballeur espagnol formé dans les catégories inférieures du FC Barcelone. Il jouait au poste de défenseur.

## Biographie
Sánchez Jara est formé à La Masia, le centre de formation du FC Barcelone. Il joue en Segunda División B (D3) avec le FC Barcelone B lors de la saison 1989-1990. Lors de la saison 1991-1992, il débute en deuxième division avec le Barça B, disputant 32 matchs et inscrivant 2 buts.
Sánchez Jara joue ensuite avec le CA Osasuna entre 1992 et 1994, puis il revient au FC Barcelone pour débuter en équipe première sous les ordres de l'entraîneur Johan Cruijff. Avec le FC Barcelone, il joue 6 matchs en Liga, et un match en Ligue des champions. Il remporte avec cette équipe la Supercoupe d'Espagne en 1994.
Lors de la saison 1995-1996, il est recruté par le Real Betis. En 1996, il est recruté par le Racing de Santander où il joue pendant trois saisons en première division. Il joue de moins en moins au fil du temps.
En 1999, il signe au Sporting de Gijón, club de deuxième division. Il y reste jusqu'en 2001, disputant 43 matchs. Lors de l'été 2001, Sánchez Jara abandonne le football professionnel pour jouer pendant deux saisons avec le CF Balaguer, club de troisième division.
Il participe ensuite au championnat en salle des vétérans du FC Barcelone.
Son bilan en première division espagnole s'élève à 93 matchs joués, pour 4 buts marqués.